# Balgok (métro d'Uijeongbu)
Balgok (en coréen 발곡) est la station terminus ouest de la ligne U, unique ligne du métro d'Uijeongbu. Elle est située 741-3 Singok-dong et 258 Janggok-ro, à Uijeongbu, importante ville de la banlieue nord de la capitale Séoul en Corée du Sud.

## Situation sur le réseau

Plan du réseau (2023).

La station aérienne Balgok, le terminus ouest, est située sur l'unique ligne (ligne U) du métro d'Uijeongbu de type VAL, avant la station Hoeryong, en direction du terminus Plateforme temporaire de dépôt de véhicules.

## Histoire
La station Balgok est mise en service le 1er juillet 2012, lors de l'ouverture à l'exploitation des 11,1 km de l'unique ligne, dite ligne U, du métro d'Uijeongbu du type Véhicule automatique léger (VAL),.

Vues de la station terminus
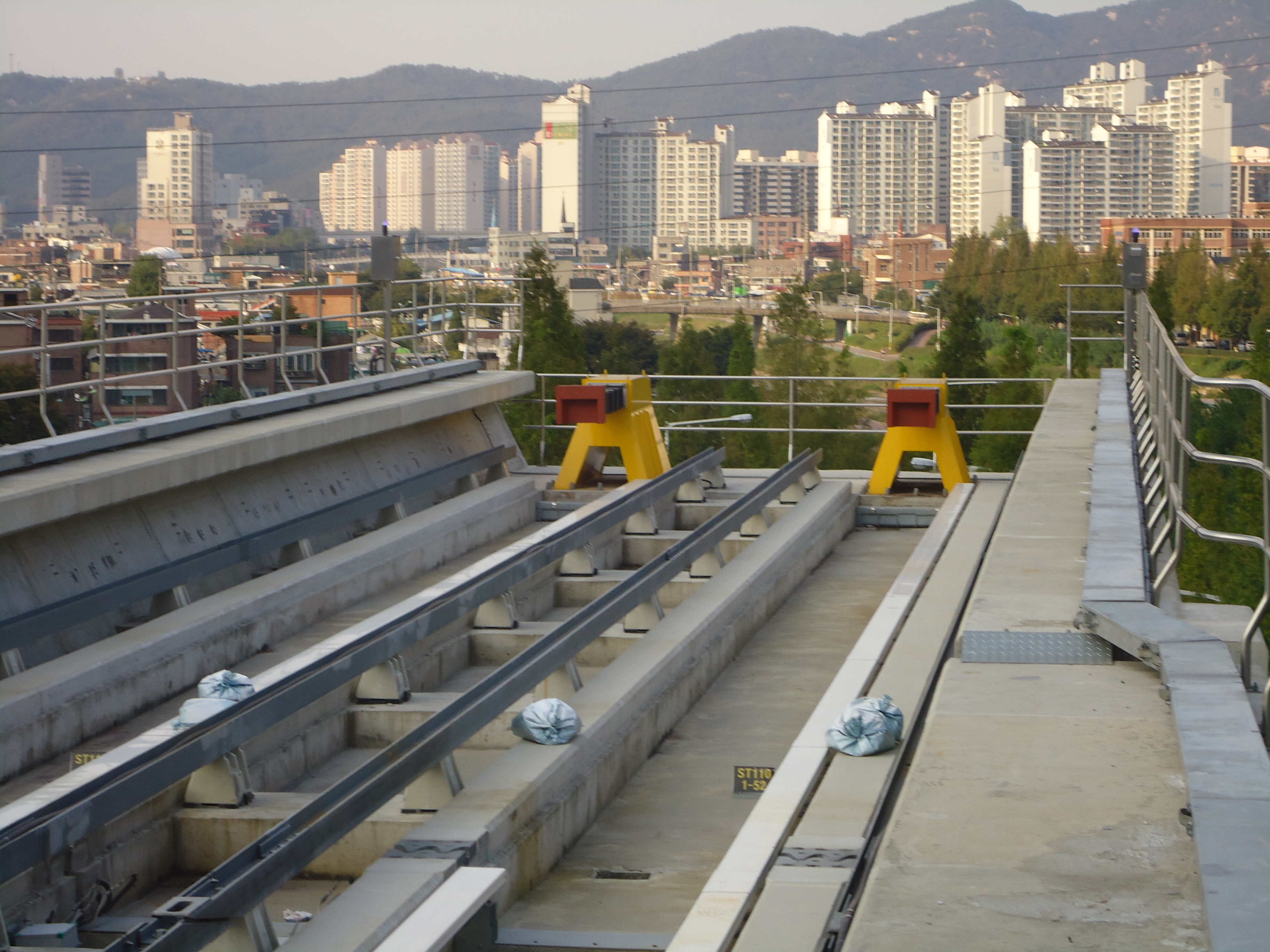
Terminus des voies.
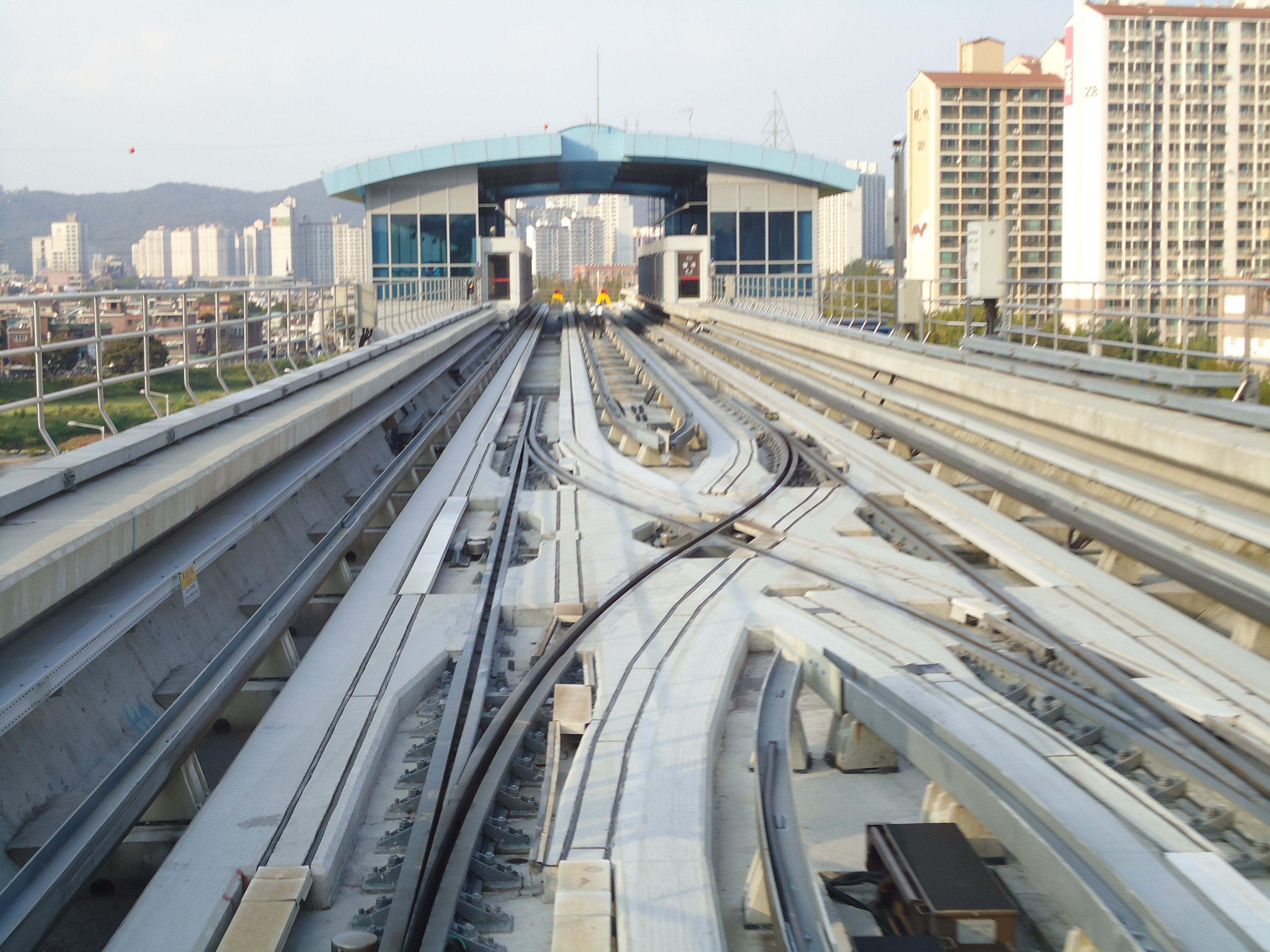
Approche de la station.

Depuis le 30 octobre 2021, l'autre extrémité de la ligne a été allongée de 0,8 km avec la création d'une nouvelle station terminus dite Plateforme temporaire de dépôt de véhicules.

## Services aux voyageurs

### Accès et accueil
La station est accessible de part et d'autre de la voie Janggok-ro par deux escaliers et deux ascenseurs qui permettent de rejoindre la plateforme intermédiaire avec toilettes et automates pour l'achat des titres de transport. De cette plateforme, deux escaliers et deux ascenseurs permettent de rejoindre les deux quais de la station équipés de portes palières.

### Desserte
Balgok est desservie de 5h à 24h, à une fréquence qui varie en fonction des périodes, par les rames automatiques du métro d'Uijeongbu.

### Intermodalité
Des parcs pour les vélos sont situés sous la station à proximité des escaliers.